# Ricardo Gomes
Ricardo Gomes Raimundo (* 13. Dezember 1964 in Rio de Janeiro) ist ein brasilianischer Fußballtrainer und ehemaliger -spieler.

## Spielerkarriere

### Verein
Ricardo Gomes begann seine aktive Profikarriere 1982 Fluminense Rio de Janeiro. Mit den Fluzão gewann er zwischen 1983 und 1985 dreimal in Folge die Staatsmeisterschaft von Rio de Janeiro. Den größten nationale Erfolg feierte die Mannschaft aber 1985, als man die Campeonato Brasileiro de Futebol, die nationale Meisterschaft, gewinnen konnte. In Fluminense entwickelte sich Gomes zu einem defensivsparken Verteidiger und rückte auch erstmals in den Fokus der Nationalmannschaft. Doch auch europäische Teams wurden auf den Brasilianer aufmerksam. Im Alter von 23 Jahren wechselte Gomes dann nach Europa, wo er bei Benfica Lissabon unterzeichnete. Auf Anhieb wurde er Stammspieler und zusammen mit dem ebenfalls im Sommer gekommenen Landsmann Valdo Schlüsselspieler des Klubs. Gleich im ersten Jahr feierte man die nationale Meisterschaft. 1990/91 wiederholte Gomes mit seinem Team diesen Erfolg. Nach seiner zweiten Meisterschaft in Portugal, verließ er Benfica und wechselten er und Valdo nach Frankreich, zu Paris Saint-Germain. Wieder waren beide entscheidende Säulen im Mannschaftsverbund des PSG. Durch den Einstieg des finanzstarken Partners Canal+, war es dem PSG-Vorstand möglich weitere Stars wie David Ginola, Paul Le Guen, Bernard Lama oder Alain Roche zu verpflichten und eine konkurrenzfähige Mannschaft aufzubauen. Bereits 1993 wurde man Vize-Meister hinter Olympique Marseille. Dieser Titel wurde Marseille allerdings einige Zeit später aberkannt, nachdem bekannt wurde, dass Vereinspräsident Bernard Tapie vor dem Punktspiel gegen US Valenciennes Bestechungsgelder gezahlt hatte. Somit konnte Gomes seine ersten französischen Meister-Titel mit Paris SG feiern, ohne erster geworden zu sein. Nachdem man also 1993 den Titel am grünen Tisch zugesprochen bekommen hatte, schaffte es die Mannschaft um Gomes 1994 aus eigener Kraft und blieb vor Marseille an der Spitze der Ligue 1. In den Jahren 1993 und 1995 spielte man auch im Wettbewerb um den Coupe de France sehr erfolgreich und konnte diesen nach Finalsiegen gegen FC Nantes Atlantique bzw. RC Strasbourg zweimal gewinnen. 1995 entschied sich Gomes zu einem Vereinswechsel zurück nach Lissabon, zu Benfica. In seinem letzten Jahr als Profi konnte er sich nochmal über den Gewinn der Taça de Portugal freuen. Anschließend beendete er 1996 seine aktive Laufbahn.

### Nationalmannschaft
Gomes war zwischen 1984 und 1994 zehn Jahre lang Nationalspieler Brasiliens. 1987 wurde er für sein erstes großes Turnier berufen und stand im Kader der A-Nationalmannschaft für die Copa América. Während des Turnierverlaufs kam er jedoch nicht zum Einsatz. Zwei Jahre später gehörte er erneut zum Aufgebot, bei der Copa in Brasilien. Inzwischen Stammspieler, absolvierte er damals sieben von sieben möglichen Spielen und war einer der wichtigen Stützen des Teams, das erstmals seit 1949 diesen Titel gewinnen konnte. Im entscheidenden Spiel schlug die Seleção Uruguay mit 1:0. Im darauffolgenden Jahr nominierte ihn Trainer Sebastião Lazaroni ins Aufgebot für die Fußball-Weltmeisterschaft 1990 in Italien. In allen möglichen Begegnungen wurde er als Kapitän seiner Mannschaft eingesetzt. Brasilien gewann alle Gruppenspiele und traf im Achtelfinale auf den Erzrivalen Argentinien. Beim Stand von 1:0 für Argentinien sprintete Argentiniens José Horacio Basualdo in der 85. Minute allein auf das Tor der Brasilianer zu, was Gomes nur durch eine Notbremse verhindern konnte. Er wurde mit Rot des Feldes verwiesen. In Ungnade gefallen nahm er nicht an der Copa América 1991 und 1993 teil. Erst 1994 sollte er dem Team bei der WM in den USA helfen. Wegen einer Verletzung musste Gomes jedoch absagen und sah nur zu, wie sein Team den vierten Weltmeisterschaftserfolg feierte.
Mit der brasilianischen Olympiaauswahl nahm er außerdem an den Sommerspielen von 1988 in Seoul teil und gewann die Silbermedaille.

## Trainerkarriere
Zu Beginn der Saison 1996/97 übernahm er das Traineramt bei Paris Saint-Germain. Er führte den Verein auf Platz 2 in der französischen Liga und ins Finale des Europapokals der Pokalsieger, wo Paris dem FC Barcelona mit 0:1 unterlag. 1998 gewann Paris den französischen Pokal und Ligapokal. Anschließend reichte er seinen Rücktritt ein.
Danach trainierte er verschiedene Vereine in Brasilien, unter anderem den EC Vitória, Sport Recife, Guarani FC, Coritiba FC, EC Juventude und Fluminense FC.
Im Sommer 2005 kehrte er nach Frankreich zurück und wurde Trainer bei Girondins Bordeaux. Er führte das Team, das in der vorherigen Saison nur knapp dem Abstieg entgangen war, zur Vizemeisterschaft und qualifizierte sie damit für die UEFA Champions League. Dort schied Bordeaux aber bereits in der Vorrunde aus. Die Saison 2006/07 beendete Bordeaux auf Platz 6 und gewann den Ligapokal. Zum Saisonende trat Gomes von seinem Traineramt zurück.
Kurze Zeit später unterschrieb er einen Zwei-Jahres-Vertrag beim Ligakonkurrenten AS Monaco.
2011 war Ricardo Gomes Trainer von Vasco da Gama (Brasilien). Beim Ligaspiel gegen Flamengo (0:0) erlitt er Ende August 2011 eine Gehirnblutung. Trotz einer Notoperation kämpfte der Ex-Trainer von Paris Saint-Germain mit dem Tod.

## Erfolge

### Als Spieler
Fluminense
- Staatsmeisterschaft von Rio de Janeiro: 1983, 1984, 1985
- Campeonato Brasileiro de Futebol: 1984

Benfica
- Portugiesischer Meister: 1988/89

Paris Saint-Germain
- Französischer Meister: 1993/94
- Französischer Pokalsieger: 1992/93, 1994/95

### Als Trainer
- Französischer Pokalsieger: 1997/98
- Französischer Ligapokalsieger: 1998, 2007
- Copa do Nordeste: 1999
- Brasilianischer Pokalsieger: 2011